# Demetrio Vernaza
Demetrio Livio Vernaza Castillo (15 aprile 1963) è un ex cestista ecuadoriano.

## Carriera
Con l'Ecuador ha disputato i Campionati americani del 1989.